# District d'Andajes
Le district d'Andajes est un district de la province d'Oyón au Pérou. Il est situé dans les hautes-terres du Nord de la région de Lima.

## Annexe